# Якиманна
Якиманна — деревня в Шуйском районе Ивановской области России, входит в состав Семейкинского сельского поселения.

## География
Деревня расположена в 7 км на юго-запад от райцентра города Шуя. 

## История

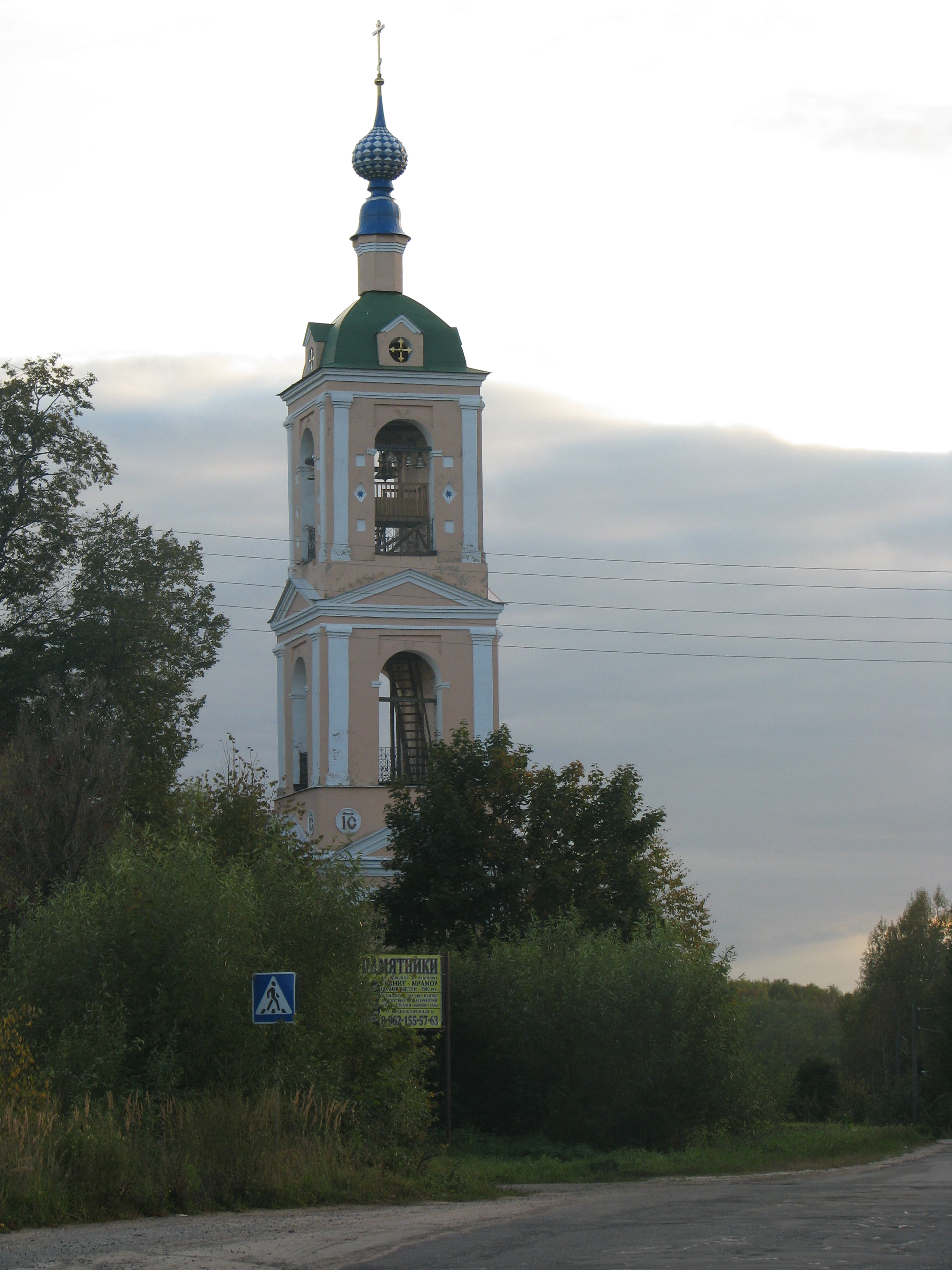
Колокольня Казанской церкви

Холодная пятиглавая каменная церковь построена в 1771 году средствами помещиков Каблуковых. В церкви был один престол — в честь Святых Богоотец Иоакима и Анны. Тёплая церковь построена в 1809 году на средства помещика Василия Павловича Каблукова, вместо ветхой деревянной церкви. Престолов ней было два: в честь Казанской иконы Божьей Матери и придельный — во имя Святителя и Чудотворца Николая. В 1892 году вокруг церкви сделана каменная ограда с чугунными решётками.
В конце XIX — начале XX века село являлось центром Якиманской волости Шуйского уезда Владимирской губернии. В 1859 году в селе числилось 11 дворов, в 1905 году — 15 дворов.

## Население
| 1859 | 1905 |
| ---- | ---- |
| 80   | 76   |

| 1859 | 1905 | 2010 |
| ---- | ---- | ---- |
| 80   | ↘76  | ↘27  |

## Достопримечательности
В селе находятся действующая церковь во имя Иоакима и Анны и колокольня церкви Казанской иконы Божией Матери